# For an Angel
Singles de Paul van Dyk
Beautiful Place
(1997)
For an Angel est une chanson de trance de Paul van Dyk publiée en 1994 sur l'album 45 RPM, le premier album studio de l'artiste. En 1998, la chanson est remixée et rééditée.
La chanson atteint la place numéro une de l'UK Dance Chart et la conserve plusieurs semaines.
Trois clips vidéo ont été tournés : l'un sur la Riviera Maya en 1994, l'un lors de la Love Parade de Berlin en 1998 et le dernier lors de concerts à Los Angeles et Berlin. Le premier clip est présent sur l'album CD/DVD Global (en) de Paul van Dyk.
Depuis sa sortie, le titre est l'une des chansons de trance les plus connues. Pour exemple en 2013, elle est reconnue par les lecteurs de Mixmag comme la 8e plus grande chanson de dance de l'histoire.
La chanson est incluse sur la compilation Il programmino di Gigi D'agostino (en) (2003) de Gigi d'Agostino.
Un mashup de For an Angel existe avec la chanson Lover (1998) de Rachel McFarlane (en).